# Małoriczenśke
Małoriczenśke (ukr. Малоріченське, ros. Малореченское, Małorieczenskoje) – wieś na Ukrainie, w Autonomicznej Republice Krymu (de iure stanowiącej integralną część państwa ukraińskiego, w 2014 anektowanej przez Rosję i odtąd funkcjonującej jako Republika Krymu), w okręgu miejskim Ałuszty, nad Morzem Czarnym. W 2001 liczyła 1251 mieszkańców, spośród których 98 posługiwało się językiem ukraińskim, 1069 rosyjskim, 80 krymskotatarskim, 1 mołdawskim, 1 ormiańskim, a 2 innym. Według spisu ludności przeprowadzonego przez okupacyjne władze rosyjskie populacja wsi w 2014 wynosiła 1313 osób.